# Anthony and Cleopatra
Anthony and Cleopatra è un cortometraggio del 1924 diretto da Bryan Foy.

## Produzione
Basato sull'omonima tragedia di William Shakespeare, venne distribuito negli USA dalla Universal Pictures il 3 novembre 1924.

## Trama
Cleopatra viene punta da un'ape nascosta in un mazzo di fiori regalatole da Giulio Cesare; mentre prova a camuffare il gonfiore causatole dalla puntura, arriva Antonio che liberatosi di Cesare fugge con Cleopatra su una galea lungo il Nilo. Cesare fa rincorrere la coppia dal suo alligatore; la barca si spezza a metà e Antonio riesce a catturare il rettile. Cesare a Antoni si giocano la mano di Cleopatra ma lei scappa con Ramesis.